# Rio Liesbeek
Rio Liesbeek é um rio da África do Sul.